# دانشکده علوم و هنر دانشگاه فناوری تگزاس
دانشکده علوم و هنر دانشگاه فناوری تگزاس بزرگترین دانشکده دانشگاه فناوری تگزاس است که در شهر لاباک قرار دارد. این دانشکده در سال ۱۹۲۵ شکل گرفت و امروزه شامل ۱۸ گروه آموزشی می‌باشد. در سال ۲۰۰۴ با سازماندهی مجدد برخی دپارتمان‌ها و گروه‌های آموزشی این دانشکده، دانشکده دانشکده رسانه‌های گروهی دانشگاه فناوری تگزاس و دانشکده هنرهای بصری و نمایشی دانشگاه فناوری تگزاس پایه‌ریزی شدند.